# شلالات روبي
.

## جيولوجيا
قبل حوالي 200 إلى 240 مليون سنة (في العصر الكربوني في نهاية العصر الحجري القديم)، كانت منطقة تينيسي الشرقية مغطاة ببحر ضحل، شكلت الرواسب في النهاية صخور من الحجر الجيري. منذ حوالي 200 مليون سنة، تم رفع هذه المنطقة، لتشكيل جبل لوكأوت والتلال القريبة. تذوب المياه الجوفية الحمضية قليلاً التي تمر عبر الشقوق في الحجر الجيري ببطء الصخور القابلة للذوبان نسبيًا، مما يتسبب في اتساع الشقوق الضيقة إلى ممرات. هذه العملية، التي تسمى التجوية الكيميائية، شكلت كهوفًا مختلفة لتشكيلها داخل جبل لوكأوت.
وكان من بينها كهف لوكأوت ماونتن، الذي انفتح على الخارج، وكهف روبي فولز، الذي لم ينفتح. كان الاثنان غير متصلان حتى انضم المطورون إليهما لإنشاء كهف لوكأوت ماونتن. كهف روبي فولز هو الجزء العلوي من الاثنين ويحتوي على مجموعة متنوعة من التكوينات الجيولوجية والفضول التي لا تحتوي على كهف لوكأوت ماونتن.
يتميز كهف شلالات روبي روبي فولز بالعديد من الأنواع الأكثر شهرة من تشكيلات الكهوف (أو speleothems) بما في ذلك الهوابط والصواعد والأعمدة والأقمشة وحجر التدفق. لا يزال الحجر الجيري الذي يتشكل فيه الكهف أفقيًا نسبيًا، تمامًا كما تم إيداعه تحت مستوى سطح البحر.
تقع الشلالات في نهاية الممر الرئيسي لكهف روبي فولز، في عمود رأسي كبير. يتم تغذية التيار، الذي يبلغ طوله 1120 قدمًا تحت سطح الأرض، بمياه الأمطار والينابيع الطبيعية. يتجمع في بركة في أرضية الكهف ثم يستمر عبر الجبل حتى ينضم أخيرًا إلى نهر تينيسي عند قاعدة جبل لوكأوت.

## التاريخ

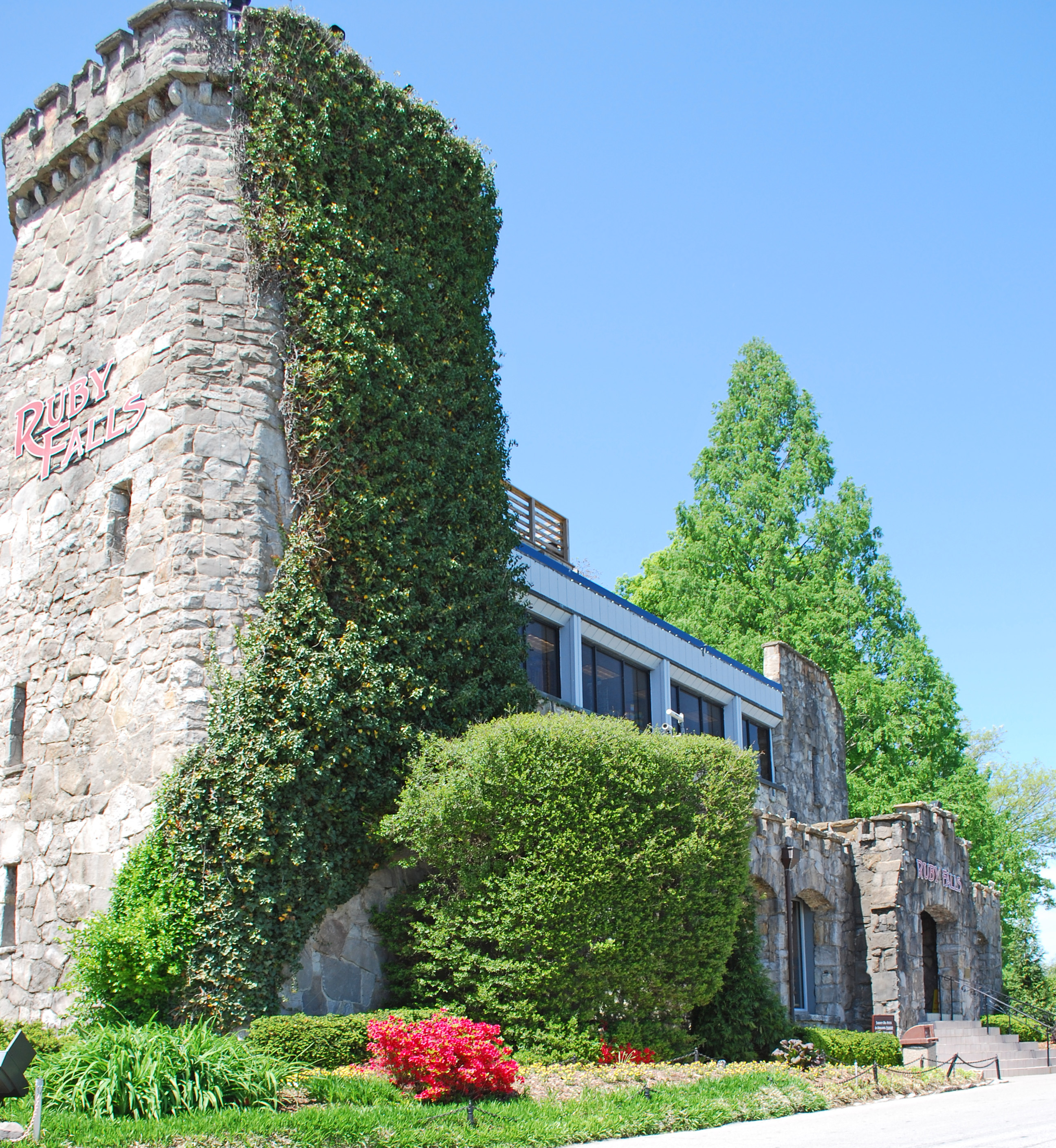
قلعة جبل لوكاوت

كهف روبي فولز، على عكس كهف لوكاوت ماونتن، لم يكن لديه فتحات طبيعية ولا يمكن دخوله حتى القرن العشرين؛ لذلك ليس لديها العديد من القطع الأثرية التي ترتبط غالبًا بكهوف في جنوب شرق الولايات المتحدة. في عام 1905 أُغلق المدخل الطبيعي لكهف جبل لوك أوت أثناء بناء نفق للسكك الحديدية. في عشرينيات القرن العشرين اعتقد الكيميائي وعشاق الكهوف المسمى ليو لامبرت أنه يمكنه إعادة فتح الكهف كمعلم سياحي، وشكل شركة للقيام بذلك. كان يخطط لفتح فتحة أعلى الجبل من الافتتاح الأصلي ونقل السياح إلى الكهف عبر مصعد. لهذا الغرض، اشترت شركته أرضًا على جانب جبل لوكأوت فوق كهف لوكاوت ماونتن وفي عام 1928 بدأت الحفر عبر الحجر الجيري. وبذلك، اكتشفوا ممرًا صغيرًا حوالي 18 بوصات عالية وعرض أربعة أقدام. عند استكشاف هذا الافتتاح، اكتشف لامبرت كهف روبي فولز المخفي سابقًا وشلاله. في رحلته القادمة لزيارة الكهف، أخذ لامبرت زوجته روبي، وأخبرها أنه سيسمي الشلالات بعدها.
بعد اكتشاف الكهف الذي يضم مساكن روبي فولز، استمر النفقون في الحفر لتحديد موقع الكهف الأصلي الذي كانوا يبحثون عنه، كهوف جبل لوكاوت، التي وصلوا إلى 1120 قدمًا تحت الأرض. في 30 ديسمبر 1929، كانت كهوف لوكأوت مونتاين مفتوحة للجمهور، وبحلول العام التالي في يونيو وسع كهف روبي فولز وافتتاحه أيضًا. بحلول عام 1935، أغلق الجزء السفلي من الكهفين بسبب شلالات روبي كونها أكثر شعبية من الكهفين.
في عام 1954، قطع المسار حول الحوض للسماح للسياح برؤية أفضل للشلالات. بدأ هذا المزحة المتعلقة بالجولة فيما يتعلق بعدم شرب مياه الشلالات. على الرغم من أنه نقي وبالتالي آمن للشرب، إلا أنه يحتوي على تركيزات كبيرة من المغنيسيوم من طبقات الجبل، مما يجعله ملينًا طبيعيًا.
في عام 1975، تم قطع المخرج الثانوي من السقوط إلى قاعدة الجبل. كان هذا الامتثال للوائح الترفيه في ولاية تينيسي. يستعمل المخرج الثانوي في حالة فشل مصعد العمود الرئيسي. تم استخدام هذا المخرج الثانوي في كهف Ruby Falls Haunted Cavern حتى عام 2017 عندما تم تغيير اسم الحدث إلى Dread Hollow ونقل إلى موقع جديد. جاذبية مسكون مفتوحة للجمهور من أواخر سبتمبر حتى أكتوبر.
في أبريل 2007، نشرت الجمعية الوطنية للكهوف (NSS) «كهوف تشاتانوغا» بقلم لاري إي.ماثيوز. يغطي الفصل الثالث «كهف روبي فولز» تاريخ كهف روبي فولز منذ اكتشافه عام 1928 حتى عام 2007 (يتضمن 23 رسماً إيضاحياً). يغطي الفصل الأول «كهف جبل لوكاوت» الكهف الذي كان ليو لامبرت يحفر له عندما اكتشف عن طريق الخطأ كهف روبي فولز.

## السياحة والإعلان

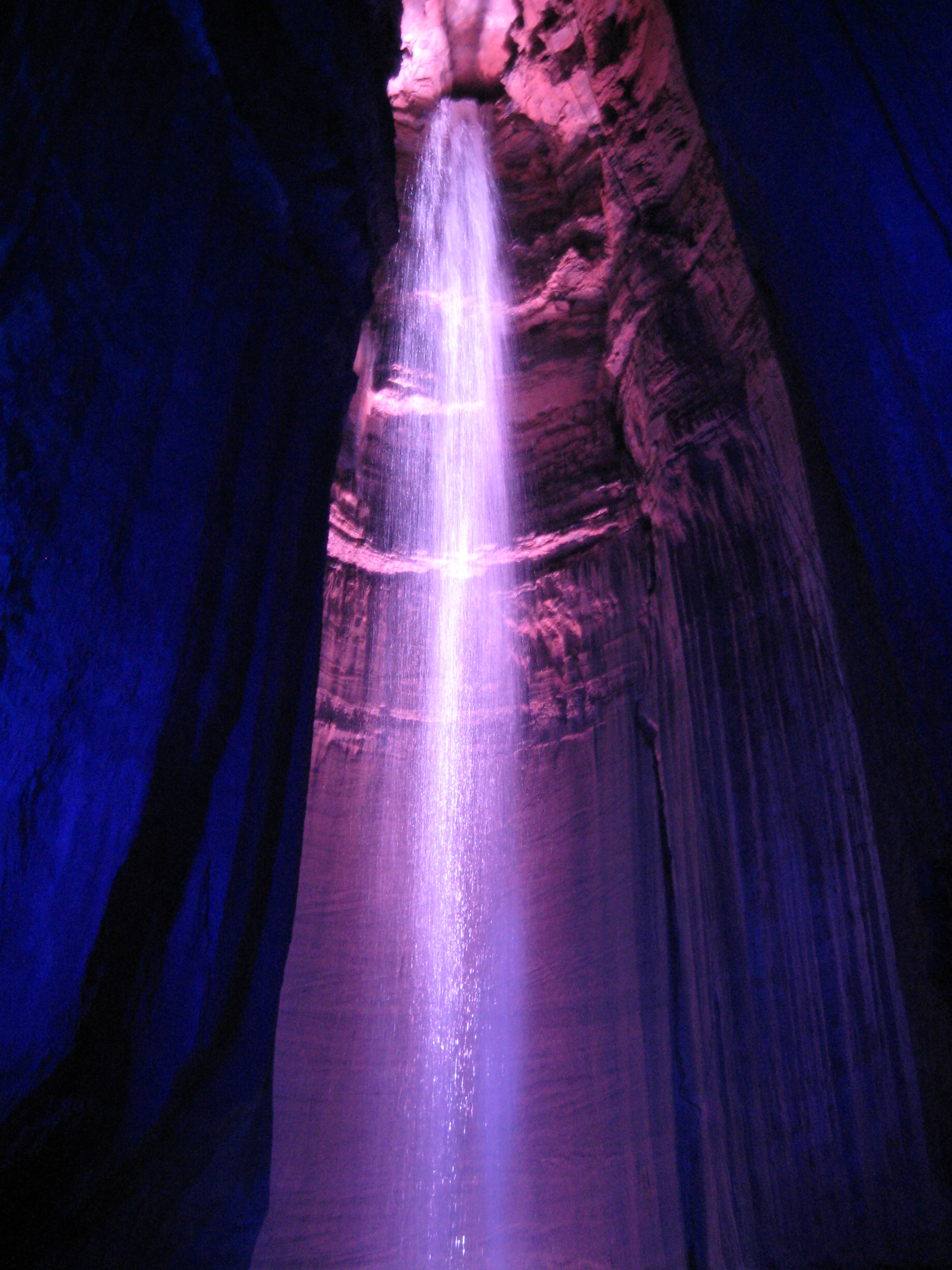
شلالات روبي

قرر لامبرت فتح كلا الكهوف للجمهور، على الرغم من إغلاق كهف لوكأوت ماونتن في عام 1935 لأنه لم يكن شائعًا جدًا لدى السياح، الذين كانوا أكثر إعجابًا بالكهف العلوي. بدأت الجولات العامة في عام 1930. تم تركيب أضواء كهربائية في الكهف، مما يجعلها واحدة من أول الكهوف التجارية التي يتم تجهيزها بهذه الكهف. تعرض سائقي السيارات الذين يسافرون على I-75 في السبعينيات والثمانينيات لعشرات - ربما مئات - من اللوحات الإعلانية على طول طريقهم بعبارة «انظر روبي فولز» التي تبدأ على بعد مئات الأميال شمال وجنوب السقوط. لا تزال روبي فولز عنصرًا أساسيًا في سياحة تشاتانوغا، التي تعمل يوميًا. تعود ملكية روبي فولز لعائلة ستاينر في تشاتانوغا، تينيسي.
تم تعيين شلالات روبي ومجمع Lookout Mountain Caverns الأكبر كمعلم تاريخي وطني. غالبًا ما يرتبط ذلك بجاذبية Rock City القريبة، التي تقع على قمة Lookout Mountain.